# 黑头林䳍
，是䳍形目䳍科的一种鸟类。

## 特征
黑头林䳍体重约763克，翼长约212毫米，嘴峰长约36.5毫米，喙宽度约4.8毫米，喙厚度约5.6毫米，跗蹠长约68.8毫米，尾长约60毫米。黑头林䳍在其分布区内为留鸟，其栖息在密集的高大的树木组成的森林中。食性为草食性。

## 亚种
- ：分布于哥伦比亚的西安第斯山脉。
- ：分布于哥伦比亚的东安第斯山脉。
- ：分布于哥伦比亚以及委内瑞拉西部的安第斯山脉中部和东部。
- ：分布于厄瓜多尔东部的安第斯山脉到秘鲁的极北部。
- ：分布于哥斯达黎加和巴拿马西部的高原地区。[4]